# Callopistria recurvata
Callopistria recurvata là một loài bướm đêm trong họ Noctuidae.